# Kosuke Kitajima
Kosuke Kitajima (Japans: 北島 康介, Kitajima Kōsuke) (Tokio, 22 september 1982) is een Japans zwemmer die zowel tijdens de Olympische Spelen van Athene (2004) als vier jaar later tijdens de Olympische Spelen van Peking (2008) gouden medailles won op de 100 én de 200 meter schoolslag. Daarmee herhaalde hij zijn prestatie van 2003, toen hij al tweemaal toesloeg bij de wereldkampioenschappen in Barcelona en Japans eerste wereldkampioen zwemmen uit de geschiedenis werd.

## Carrière
Bij zijn internationale debuut, op de Olympische Zomerspelen 2000 in Sydney, eindigde Kitajima als vierde op de 100 meter schoolslag, op de 200 meter schoolslag strandde hij in de series.
Op de wereldkampioenschappen zwemmen 2001 in Fukuoka veroverde de Japanner de bronzen medaille op de 200 meter schoolslag en eindigde hij als vierde op de 100 meter schoolslag, op de 50 meter schoolslag werd hij uitgeschakeld in de series. Samen met Atsushi Nishikori, Takashi Yamamoto en Daisuke Hosokawa eindigde hij als zesde op de 4x100 meter wisselslag.
Tijdens de wereldkampioenschappen kortebaanzwemmen 2002 in Moskou sleepte Kitajima de zilveren medaille in de wacht op de 100 meter schoolslag, op de 200 meter schoolslag eindigde hij als vierde en op de 50 meter schoolslag als zesde. Op de 100 meter wisselslag strandde hij in de halve finales. In Yokohama nam de Japanner deel aan de Pan Pacific kampioenschappen zwemmen 2002, tijdens dit toernooi legde hij op de 100 meter schoolslag beslag op de gouden medaille.
Op de wereldkampioenschappen zwemmen 2003 in Barcelona veroverde Kitajima de wereldtitels op de 100 en de 200 meter schoolslag. Op de 4x100 meter wisselslag sleepte hij samen met Tomomi Morita, Takashi Yamamoto en Daisuke Hosokawa de bronzen medaille in de wacht.
Tijdens de Olympische Zomerspelen van 2004 in Athene won de Japanner net als in Barcelona goud op zowel de 100 als de 200 meter schoolslag. Met het Japanse wisselslag estafette legde hij beslag op de bronzen medaille, deze prestatie leverde hij samen met zijn ploeggenoten; Tomomi Morita, Takashi Yamamoto en Yoshihiro Okumura.

### 2005-2008
In Montréal nam Kitajima deel aan de wereldkampioenschappen zwemmen 2005, op dit toernooi veroverde hij de zilveren medaille op de 100 meter schoolslag en de bronzen medaille op de 50 meter schoolslag. Samen met Tomomi Morita, Ryo Takayasu en Daisuke Hosokawa sleepte hij de bronzen medaille in de wacht op de 4x100 meter wisselslag.
Op de Pan Pacific kampioenschappen zwemmen 2006 in Victoria legde de Japanner beslag op de zilveren medaille op de 200 meter schoolslag en de bronzen medaille op de 100 meter schoolslag. Op de 4x100 meter wisselslag veroverde hij samen met Tomomi Morita, Ryo Takayasu en Takamitsu Kojima de zilveren medaille.
Tijdens de wereldkampioenschappen zwemmen 2007 in Melbourne sleepte Kitajima de wereldtitel in de wacht op de 200 meter schoolslag, op de 100 meter schoolslag legde hij beslag op het zilver en op de 50 meter schoolslag eindigde hij op de vierde plaats. Samen met Tomomi Morita, Takashi Yamamoto en Daisuke Hosokawa veroverde hij de zilveren medaille op de 4x100 meter wisselslag.
In Peking nam de Japanner voor de derde maal deel aan de Olympische Zomerspelen. In de Chinese hoofdstad wist hij zijn beide titels uit Athene te prolongeren. Op de 100 meter schoolslag dook hij als eerste zwemmer onder de 59-seconden grens. Op de 4x100 meter wisselslag sleepte hij samen met Junichi Miyashita, Takuro Fujii en Hisayoshi Sato de bronzen medaille in de wacht.

### 2009-heden
In 2009 liet Kitajima alle belangrijke wedstrijden aan zich voorbijgaan. Tijdens de Pan Pacific kampioenschappen zwemmen 2010 in Irvine maakte de Japanner zijn comeback met gouden medailles op zowel de 100 als de 200 meter schoolslag. Samen met Junya Koga, Masayuki Kishida en Takuro Fujii veroverde hij de zilveren medaille. Op de Aziatische Spelen 2010 in Guangzhou eindigde Kitajima als vierde op zowel de 50 als de 100 meter schoolslag.
In Shanghai nam de Japanner deel aan de wereldkampioenschappen zwemmen 2011. Op dit toernooi sleepte hij de zilveren medaille in de wacht op de 200 meter schoolslag, daarnaast eindigde hij als vierde op de 100 meter schoolslag. Op de 4x100 meter wisselslag eindigde hij samen met Ryosuke Irie, Takuro Fujii en Shogo Hihara op de vierde plaats.

## Internationale toernooien
| Jaar | Olympische Spelen                                           | WK langebaan                                                                     | WK kortebaan                                                                  | PanPacs                                                                   | Aziatische Spelen                                                      |
| ---- | ----------------------------------------------------------- | -------------------------------------------------------------------------------- | ----------------------------------------------------------------------------- | ------------------------------------------------------------------------- | ---------------------------------------------------------------------- |
| 2000 | 4e 100m schoolslag 17e 200m schoolslag                      |                                                                                  | geen deelname                                                                 |                                                                           |                                                                        |
| 2001 |                                                             | 18e 50m schoolslag · 4e 100m schoolslag · 200m schoolslag · 6e 4x100m wisselslag |                                                                               |                                                                           |                                                                        |
| 2002 |                                                             |                                                                                  | 6e 50m schoolslag · 100m schoolslag · 4e 200m schoolslag · 9e 100m wisselslag | 100m schoolslag                                                           | 100m schoolslag · 200m schoolslag · 4x100m wisselslag                  |
| 2003 |                                                             | 100m schoolslag · 200m schoolslag · 4x100m wisselslag                            |                                                                               |                                                                           |                                                                        |
| 2004 | 100m schoolslag · 200m schoolslag · 4x100m wisselslag       |                                                                                  | geen deelname                                                                 |                                                                           |                                                                        |
| 2005 |                                                             | 50m schoolslag · 100m schoolslag · 4x100m wisselslag                             |                                                                               |                                                                           |                                                                        |
| 2006 |                                                             |                                                                                  | geen deelname                                                                 | 100m schoolslag · 200m schoolslag · 4x100m wisselslag                     | 50m schoolslag · 100m schoolslag · 200m schoolslag · 4x100m wisselslag |
| 2007 |                                                             | 5e 50m schoolslag · 100m schoolslag · 200m schoolslag · 4x100m wisselslag        |                                                                               |                                                                           |                                                                        |
| 2008 | 100m schoolslag · 200m schoolslag · 4x100m wisselslag       |                                                                                  | geen deelname                                                                 |                                                                           |                                                                        |
| 2009 |                                                             | geen deelname                                                                    |                                                                               |                                                                           |                                                                        |
| 2010 |                                                             |                                                                                  | geen deelname                                                                 | 5e 50m schoolslag · 100m schoolslag · 200m schoolslag · 4x100m wisselslag | 4e 50m schoolslag · 4e 100m schoolslag · 4x100m wisselslag             |
| 2011 |                                                             | 4e 100m schoolslag · 200m schoolslag · 4e 4x100m wisselslag                      |                                                                               |                                                                           |                                                                        |
| 2012 | 4x100m wisselslag · 5e 100m schoolslag · 4e 200m schoolslag |                                                                                  |                                                                               |                                                                           |                                                                        |

## Persoonlijke records
Bijgewerkt tot en met 11 augustus 2008

### Kortebaan
| Afstand         | Tijd    | Datum            | Plaats |
| --------------- | ------- | ---------------- | ------ |
| 50m schoolslag  | 27,14   | 1 januari 2007   | Tokio  |
| 100m schoolslag | 57,62   | 23 februari 2008 | Tokio  |
| 200m schoolslag | 2.04,96 | 1 januari 2007   | Tokio  |

### Langebaan
| Afstand         | Tijd    | Datum            | Plaats |
| --------------- | ------- | ---------------- | ------ |
| 50m schoolslag  | 27,65   | 7 juni 2008      | Tokio  |
| 100m schoolslag | 58,91   | 11 augustus 2008 | Peking |
| 200m schoolslag | 2.07,51 | 8 juni 2008      | Tokio  |